# Cryptobranchidae
Cryptobranchidae là một họ lưỡng cư có đuôi thủy sinh. Một loài, Cryptobranchus alleganiensis, sống ở đông Hoa Kỳ, trong khi những loài châu Á sống ở Trung Quốc và Nhật Bản. Đây là những loài lưỡng cư lớn nhất còn sống đến ngày nay. Kỳ giông khổng lồ Nhật Bản (Andrias japonicus) đạt chiều dài 1,44 m (4,7 ft), bắt cá và giáp xác để ăn, là được ghi nhận sống hơn 50 năm trong điều kiện nuôi nhốt. Kỳ giông khổng lồ Trung Quốc (Andrias davidianus) đạt đến 1,8 m (5,9 ft).

## Phân loại
Tên của họ này ghép từ hai từ tiếng Hy Lạp cổ: krypto ("che"), và branch ("mang"), chỉ việc các loài trong họ này lấy oxy nhờ mao mạch trên những nếp da ngang thân.
Nhánh Pancryptobrancha (Cryptobranchidae + Ukrainurus)
- Chi †Ukrainurus
  - †Ukrainurus hypsognathus
- Chi †Chunerpeton
  - †Chunerpeton tianyiensis
- Họ Cryptobranchidae
  - Chi Cryptobranchus
    - †"Cryptobranchus" saskatchewanensis
    - Cryptobranchus alleganiensis (Hellbender)

  - Chi Andrias (Kỳ giông khổng lồ châu Á; đôi khi được phân loại trong Cryptobranchus)
    - Andrias davidianus (Chinese giant salamander) – (Simplified Chinese: 娃娃鱼; pinyin: wáwáyú)
    - Andrias japonicus (Japanese giant salamander) – (tiếng Nhật: オオサンショウウオ)
    - †Andrias bohemicus
    - †Andrias matthewi
    - †Andrias scheuchzeri

  - Chi †Aviturus
    - †Aviturus exsecratus

  - Chi †Ulanurus
    - †Ulanurus fractus

  - Chi †Zaissanurus
    - †Zaissanurus beliajevae